# Acrolobus
Acrolobus är ett släkte av rundmaskar. Acrolobus ingår i familjen Cephalobidae.
Släktet innehåller bara arten Acrolobus emarginatus.